# Župnija Izola
Župnija Izola je rimskokatoliška teritorialna župnija dekanije Koper škofije Koper.
Ker je v župniji tudi italijanska skupnost, se za italijanske vernike redno opravlja bogoslužje v njihovem jeziku, ob velikih praznikih pa se obhaja maša dvojezično.

## Sakralni objekti
- Cerkev sv. Mavra, župnijska cerkev,
- Cerkev sv. Dominika,
- Cerkev sv. Jakoba,
- cerkev sv. Janeza Krstnika,
- Cerkev sv. Marije Alietske,
- Cerkev sv. Mihaela,
- Cerkev sv. Roka,
- Cerkev Loretske Matere Božje, Dobrava,
- Cerkev sv. Jakoba, Šared.